# Don't Wanna Go to Bed Now
Don't Wanna Go to Bed Now è il secondo singolo di Gabriella Cilmi pubblicato in Australia, estratto dall'album Lessons to Be Learned. Il singolo è stato pubblicato il 21 luglio nella sola Australia, mentre nel resto del mondo viene pubblicato come secondo singolo Save the Lies.

## Tracce
- Australian CD

1. "Don't Wanna Go to Bed Now"
2. "Sweet About Me" (Live version)
3. "Cry Me a River" (Live version)

## Classifiche
| Classifica (2008) | Posizione massima |
| ----------------- | ----------------- |
| Australia         | 28                |